# Tudor Vladimirescu, Galați
Tudor Vladimirescu là một xã thuộc hạt Galați, România. Dân số thời điểm năm 2002 là 5559 người.